# Señorío de Valdivia
El Señorío de Valdivia fue un título nobiliario creado por Alfonso XI de Castilla y se considera como I señor de la Casa a Alonso Ruiz de Valdivia, de la Familia de Valdivia.

## Escudo de armas
En gules, un aspa, de oro, cargada de cinco lises, de azur. También tuvo casa en canarias. En algunos escudos heráldicos consta el siguiente lema:La muerte menos temida, da más vida.
- Datos: Q5668554